# François-René de Chateaubriand
François-René de Chateaubriand (francès: François Auguste René de Chateaubriand)  (Sant-Maloù, 4 de setembre de 1768 - antic 10è districte de París, 4 de juliol de 1848) fou un escriptor francès d'origen bretó. Del 1786 al 1791 fou oficial de l'exèrcit. En desacord amb la Revolució Francesa, el 1791 feu un viatge als EUA. Tornà a Europa i el 1792 s'enrolà en l'exèrcit reialista. Ferit, es refugià a Anglaterra (1793). Publicà un Essai sur les Révolutions (1797), on es mostra escèptic i nega la noció de progrés. La mort de la seva mare el 1798 provocà en ell un retorn a la fe catòlica.

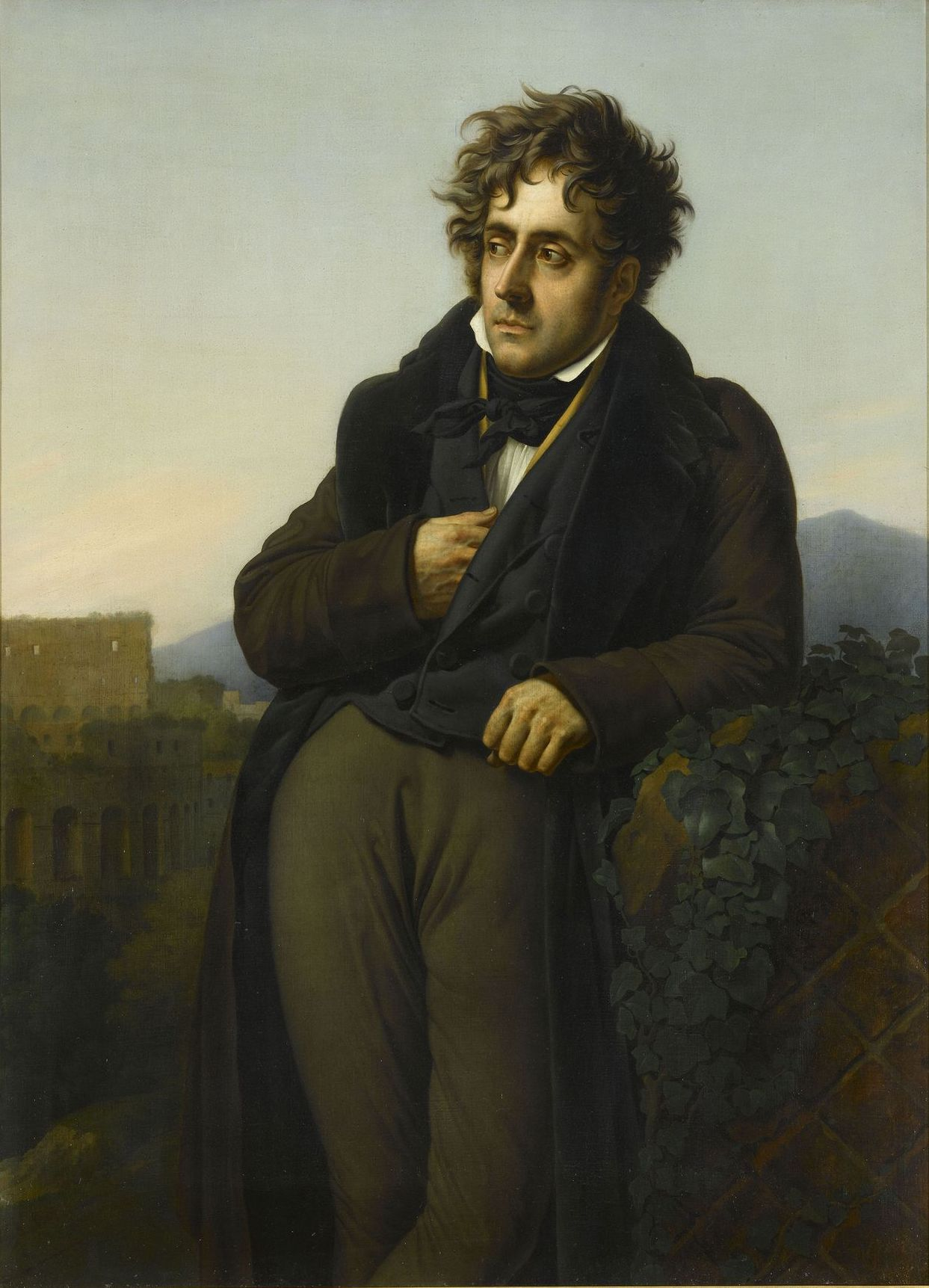
François-René de Chateaubriand (Girodet-Trioson, 1808).

El 1800 pogué tornar a París i publicà la narració Atala (1801), considerada una de les precursores del moviment romàntic, l'èxit de la qual l'encoratjà a acabar els cinc volums de Le génie du christianisme (1802). Nomenat secretari d'ambaixada a Roma per Napoleó I (1803), dimití aquest càrrec després de l'execució del duc d'Enghien. Aleshores viatjà per Grècia, Palestina, Egipte i Espanya, que li inspiraren Itinéraire de Paris à Jérusalem (1811) i Les aventures du dernier abencérage, (1826). S'uní a Lluís XVIII de França, i quan aquest va fugir a Gant, marxà amb ell. Amb la Restauració, fou ambaixador a Roma (fins a 1828) i ministre d'afers estrangers, des d'on influí en l'enviament dels Cent Mil Fills de Sant Lluís a Espanya per a esclafar el govern liberal. Es retirà de la política el 1830, tot negant-se a reconèixer Lluís Felip I de França, i passà els darrers anys de la seva vida en una relativa solitud.

## Obres
- Essai sur les révolutions (1797)
- Atala (1801)
- René (1802)
- Génie du christianisme (1802)
- Les Martyrs (1809)
- Itinéraire de Paris à Jérusalem (1811)
- Sobre Bonaparte i els Borbons (1814)
- Les Natchez (1826)
- Les Aventures du dernier Abencérage (1826)

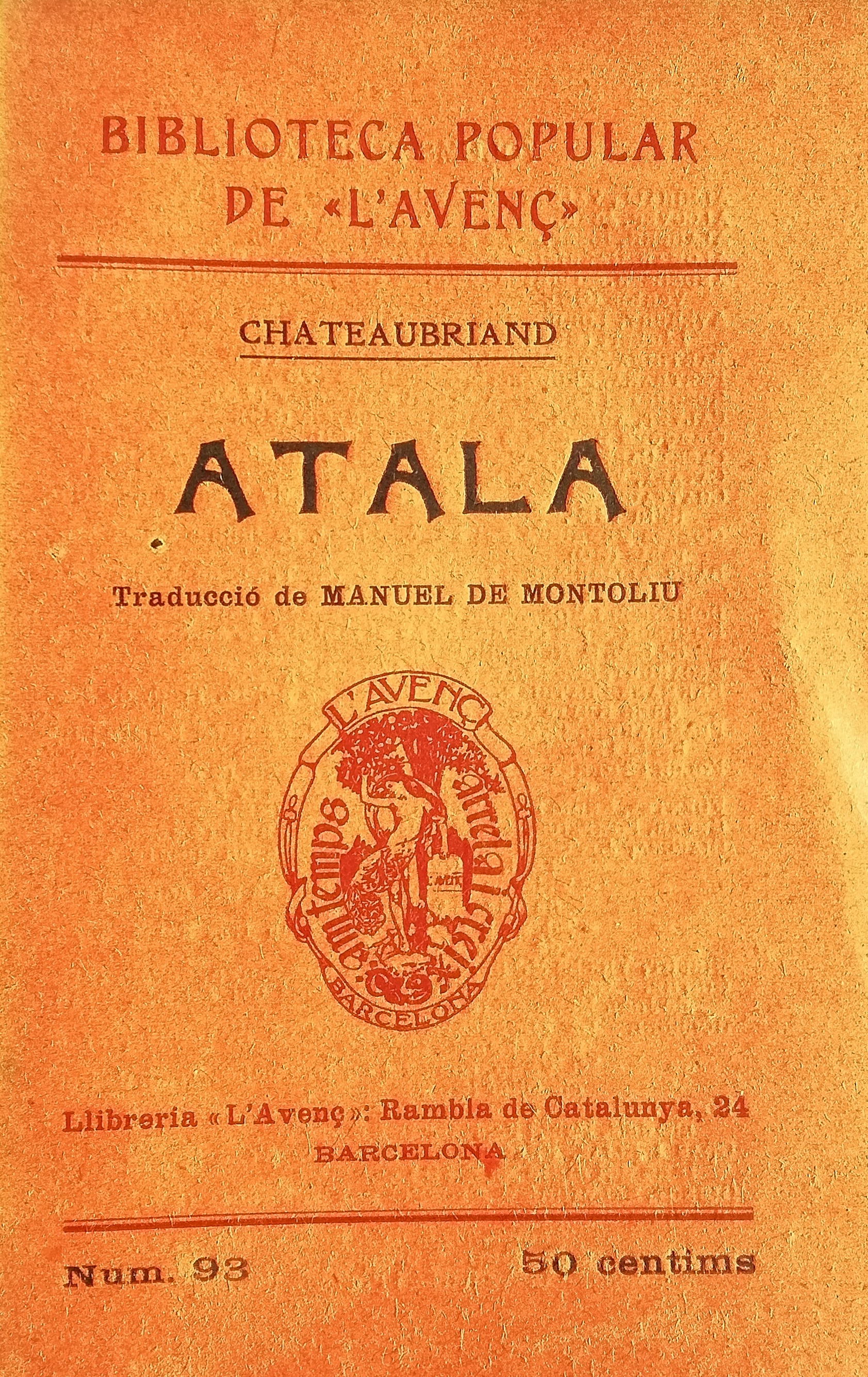
Traducció catalana de Atala de Chateaubriand, publicada a Barcelona l'any 1909

- La Vie de Rancé (1844)
- Traducció catalana de Atala de Chateaubriand, publicada a Barcelona l'any 1909Mémoires d'Outre-Tombe (1848-1850)